# Parafia Najświętszej Maryi Panny Królowej w Będkowicach
Parafia Najświętszej Maryi Panny Królowej w Będkowicach – parafia należąca do dekanatu Bolechowice archidiecezji krakowskiej. Została utworzona w 1981. Kościół parafialny początkowo jako kościół filialny parafii Biały Kościół został wybudowany w 1938, konsekrowany w 1956.

## Historia parafii
Od początku swojej lokacji osada Będkowice wchodziła w skład parafii Biały Kościół. W 1938 mieszkańcy rozpoczęli u siebie budowę kościoła. Ukończono ją w roku następnym. W 1956 Będkowice wydzieliły się z macierzystej parafii stając się rektoratem pod wezwaniem Najświętszej Maryi Panny Królowej. W 1971 wybudowano plebanię. Parafia będkowicka została utworzona dekretem kardynała Franciszka Macharskiego w lutym 1982.
Pierwszym proboszczem był ksiądz Stanisław Uryga. Od 2004 funkcję tę pełnił ks. Miłosz Biela, z inicjatywy którego dzięki ofiarności i zaangażowaniu wiernych z Będkowic wyremontowano budynek kościoła. W latach 2011–2018 proboszczem był ks. Zdzisław Targosz, a w latach 2018–2020 ks. Robert Kumela. W 2020 roku proboszczem został ks. kan. Andrzej Grodecki, który równocześnie pracuje w Sądzie Metropolitalnym w Krakowie.